# Херлихай, Джеймс Лео
Джеймс Лео Херлихай (англ. James Leo Herlihy; род. 27 февраля 1927 — ум. 21 октября 1993) — американский романист, драматург и актёр.
Родился в семье рабочих в Детройте, штата Мичиган. Херлихай известен своими романами «Всё рушится» «Полуночный ковбой», а также пьесой «Синий деним», все они позднее были экранизированы. Другие его работы, это «Сезон ведьм» и несколько пьес и рассказов.

## Биография
Херлихай родился в рабочей семье. Его детство прошло в Детройте и Чилликоте (Огайо). В 1945 году Лео вступил в Военно-морской флот США, но из-за окончания Второй мировой войны участия в боевых действиях не принимал. По окончании службы учился в Колледже Блэк-Маунтин в Северной Каролине в течение двух лет, где изучал скульптуру. Затем он переехал в южную Калифорнию, где посещал Театральный колледж Пасадена Плейхаус.
Был близким другом драматурга Теннесси Уильямса (1911—1983), который был его наставником. Оба провели значительное количество времени в Ки-Уэсте (штат Флорида). Как и Уильямс, Херлихай жил в Нью-Йорке. Помимо Ки-Уэста, основной дом Херлихая был в районе Силвер-Лейк в Лос-Анджелесе.
В 1968 году Херлихай присоединился к группе писателей и редакторов, пообещавших отказаться от налоговых платежей в знак протеста против войны во Вьетнаме.
В возрасте 66 лет Херлихай покончил жизнь самоубийством, приняв чрезмерную дозу снотворного в Лос-Анджелесе.

## Творчество
Пьесы, которые написал Херлихай, включают в себя Streetlight Sonata (1950), Moon in Capricorn (1953) и Blue Denim (1958). Он руководил Таллулой Бэнкхед во время гастролей его пьесы «Сумасшедший октябрь» в 1959 году. Три его одноактные пьесы под одним названием Stop You're Killing Me были представлены Theater Company of Boston в 1969 году. По словам Шона Игана, автора биографии Джеймса Кирквуда-младшего Ponies & Rainbows: The Life of James Kirkwood, Херлихай написал пьесу UTBU совместно с Кирквудом, но позже отребовал, чтобы его имя было вычеркнуто.
«Синий деним», впервые показанный публике 27 февраля 1958 года, выдержал 166 представлений на сцене Playhouse Theatre. Пьеса, поднявшая проблемы подростковой беременности и абортов (в киноверсии обошлось без аборта), была встречена неоднозначно, со временем став частью «канона» бродвейских адаптаций, что не мешало христианским фундаменталистам осуждать её даже в 1980-х годах.
Помимо пьес Херлихай писал и прозу. Он автор трёх романов: «Всё рушится» (1960), «Полуночный ковбой» (1965) и «Сезон ведьм» (1971). Его рассказы были изданы в двух сборниках The Sleep of Baby Filbertson and Other Stories (1959) и A Story That Ends in a Scream and Eight Others (1967), в последний также вошли пьесы.

## Роли
В 1962 году Херлихай появился в качестве приглашённой звезды в «All The Lovely Pagliaccis», эпизоде телесериала «Шоссе 66». В следующем 1963 году он снялся в фильме «На французский манер» и сыграл в пьесе Эдварда Олби «Что случилось в зоопарке» (англ. The Zoo Story) в Бостоне и Париже. В 1981 Херлихай снялся в фильме Артура Пенна «Четыре друга».

### Пьесы
- 1950 — «Соната уличного фонаря» (англ. Streetlight Sonata)
- 1953 — «Луна в Козероге» (англ. Moon in Capricorn)
- 1958 — «Синий деним[англ.]» (англ. Blue Denim)
- 1959 — «Сумасшедший октябрь» (англ. Crazy October)
- 1969 — «Стоп, ты убиваешь меня: три короткие пьесы» (англ. Stop, You're Killing Me: Three Short Plays)

### Романы
- 1960 — «Всё рушится[англ.]» (англ. All Fall Down)
- 1965 — «Полуночный ковбой» (англ. Midnight Cowboy)
- 1971 — «Сезон ведьм[англ.]» (англ. The Season of the Witch)

### Рассказы
- 1958 — Сон младенца Филбертсона и другие рассказы» (англ. The Sleep of Baby Filbertson and Other Stories; сборник)
- 1967 — История, которая заканчивается криком и восемь других» (англ. A Story That Ends with a Scream and Eight Others; сборник)

## Экранизации
В 1959 году компания 20th Century Fox выпустила на экраны киноверсию пьесы Херлихая «Синий деним», в которой снялись актёры занятые в главных ролях в бродвейской постановке: Кэрол Линли (была номинирована на премию «Золотой глобус») и Уоррен Берлингер. Фильм собрал в прокате в США и Канаде $2,5 млн, при том, что съёмки обошлись в $0,98 млн.
В 1962 году Джон Франкенхаймер снял фильм по роману «Всё рушится», автором сценария был драматург и сценарист Уильям Индж. Картина оказалась не очень удачной. Выпустившая его компания MGM зафиксировала убытки в размере более $1 млн. Критики также встретили фильм прохладно.
В 1969 году был экранизирован роман «Полуночный ковбой». Одноимённый фильм снял режиссёр Джон Шлезингер, главные роли исполняли Джон Войт и Дастин Хоффман. Фильм преуспел и коммерчески и у критиков, выиграв три «Оскара» и целый ряд других престижных премий. По итогам кинопроката в Северной Америке в 1969 году картина заняла 7-е место, собрав $11 млн. В 1994 году был включён в Национальный реестр фильмов (38-е место) Библиотеки конгресса. Американский институт киноискусства дважды включал картину в свой список «100 лучших американских фильмов за 100 лет по версии AFI», в 1998 году (36-е место) и в 2007 (43-е место).